# Francisco Belgrano
Francisco Belgrano fue un comerciante, funcionario y político argentino argentino. Fue hermano del prócer argentino Manuel Belgrano y del patriota Joaquín Belgrano.

## Biografía

Escudo de armas de la familia Belgrano.

Francisco Belgrano nació en la ciudad de Buenos Aires en 1771, quinto hijo de Domingo Belgrano (1730, Oneglia - 1795, Buenos Aires), dueño de una de las principales fortunas del Río de la Plata, y de María Josefa González Casero (1742, Buenos Aires - 1799, Buenos Aires).
Se encontraba realizando sus estudios secundarios en el Real Colegio de San Carlos, pero antes de concluirlos su padre decidió que viajara a España junto con su hermano Manuel Belgrano y su cuñado José María Calderón de la Barca, arribando a La Coruña el 6 de octubre de 1786
Visitó Francia en 1792, en momentos en los que la Convención declaraba la guerra a Austria dando inicio a la guerra de la Primera Coalición. Viajó entonces a Londres y tras pasar nuevamente por España regresó a Buenos Aires, dedicándose desde entonces al comercio.
Fallecido su padre en 1795, Francisco Belgrano fue nombrado apoderado de la sucesión. En 1806 fue Regidor del Cabildo de Buenos Aires y defensor de menores, tocándole tener activa participación en las medidas adoptadas tras la reconquista de Buenos Aires en previsión de un nuevo ataque inglés, que tendría lugar el siguiente año.
Durante la ocupación puso a disposición de la resistencia organizada en la cercana campaña por Juan Martín de Pueyrredón y Juan Trigo la chacra que poseía en el norte, cercana al puerto de Buenos Aires, la llamada Chacra de Perdriel (actual partido de General San Martín), que sería el escenario de la primera batalla librada después de la conquista, el Combate de Perdriel.
Junto a Martín de Álzaga, Esteban Villanueva, José Santos Inchaurregui, Gerónimo Merino, Francisco Antonio de Herrero, Manuel José de Ocampo, Martín Gregorio Yáñiz y a Benito Iglesias (síndico procurador general) firmó el 14 de agosto de 1806 el «Oficio del cabildo al virey, comunicándole el nombramiento hecho el 14 en Liniers por el pueblo, para el gobierno político y militar de Buenos Aires», la virtual y revolucionaria decisión de los vecinos de Buenos Aires de destituirlo del mando.
El conflicto con el Virrey Rafael de Sobremonte se mantuvo, aun cuando este finalmente aceptó la decisión porteña. Decidido el Cabildo a organizar una fuerza naval para defender el puerto, se opuso a la decisión del virrey de concentrar en Montevideo todas las embarcaciones llegando en octubre a librar oficio al comandante de armas suplicándole «obedesca y no cumpla la orden precitada». La actividad del Cabildo generó también roces con Liniers y con el capitán de fragata Juan Gutiérrez de la Concha a quienes cuestionaban por supuesta falta de iniciativa, a lo que este último oficial respondió acusando al Cabildo de pretender intervenir en cuestiones que no eran de su incumbencia y de intentar asumir el mando de la escuadrilla de Buenos Aires. Efectivamente, el Cabildo en colaboración con Manuel Belgrano en el Real Consulado de Buenos Aires llevó a cabo una destacada labor en la organización de actividades corsarias y de vigilancia del Río de la Plata.
Fue un decidido partidario de la Revolución de Mayo.
Sus actividades políticas y en la administración pública no le impidieron continuar dedicándose al comercio, siendo propietario de buques propios, como la sumaca Brillante, alias El Buenos Ayres (capitán Antonio Bernardes)
Al constituirse el segundo triunvirato el 8 de octubre de 1812 fue designado para
«ejercer el cargo de vocal suplente D.Francisco Belgrano, durante la ausencia de D.Nicolás de la Peña a consecuencia de habérsele elegido al efecto por unanimidad de votos».
Ese mismo día fue el firmante de la nota de agradecimiento del gobierno al Cabildo de San Miguel de Tucumán con motivo de la decisiva victoria del ejército patriota al mando de su hermano Manuel Belgrano:
«La Junta Central al Cabildo de Tucumán, agradece el esfuerzo de su pueblo en la gloriosa batalla del 24 de Septiembre. El glorioso triunfo de nuestras Armas que comunica a Vuestra Señoría en su Oficio del 27 de septiembre último, que ha producido en el gobierno y nuestro conciudadanos los más vivos transportes de placer y eterna gratitud, a la nobleza, valor y energía de ese ilustre vecindario que abandonando sus ocupaciones, escarmentó y confundió en el campo de Batalla al orgulloso jefe del Ejército de Lima. La América y el mundo hará todo el honor que corresponde a Vuestra Señoria y a los valientes defensores de la libertad del sud y entre tanto reciba Vs las gracias a las que se ha hecho acreedor, haciendo entender a los beneméritos hijos del Tucumán el singular aprecio con que los habitantes de esta capital han exaltado sus heroicos hechos, y cuanto los distingue y distinguirá siempre esta Superioridad. Dios Guarde a Vuestra Señoría muchos años Buenos Aires 8 de octubre de 1812. Juan Manuel de Luca (Secretario de gobierno). Francisco Belgrano.
Juan José Paso».
Seguía como vocal el 16 de octubre por lo que lleva su firma el «Manifiesto del segundo Triunvirato a los Pueblos Libres» en el que comunicaba las novedades del nuevo gobierno y los objetivos propuestos.
De igual manera, desde esas funciones el 24 de octubre de 1812 le tocó junto a Juan José Paso y Antonio Álvarez Jonte ser uno de los firmantes del decreto convocando a Asamblea General, la que sería conocida como la Asamblea del año XIII.
Fue elegido diputado en representación de la provincia de Salta y en 1815 fue elegido Alcalde de segundo voto del Cabildo de Buenos Aires, en momentos en que la revolución se veía amenazada por la expedición que se preparaba en España, como queda puesto de manifiesto en el mensaje que dirigiera a los ciudadanos el 22 de mayo: «El Excmo. Cabildo de Buenos Ayres a sus habitantes. Ciudadanos: las últimas noticias confirman de un modo indudable la proximidad de una Esquadra de la Península, que se dirige á nuestras playas á usurpar nuestros derechos, y restablecer su antiguo despotismo. Es pues llegado el momento de hacer el último sacrificio para dar á la causa, que sosteneis una firmeza incontrastable. El Gobierno medita por su parte todas las medidas para oponer una vigorosa resistencia á tan infausta agresion: entre ellas es la mas importante el apresto de una Esquadra respetable al mando del benemérito Coronel D. Guillermo Brown: existen en el Puerto, y son de la propiedad del Estado los Buques, que han de formarla; aquellos mismos, que baxo la dirección de este ilustre Xefe humillaron las fuerzas navales de Montevideo, y dieron un dia de gloria á la Patria. Agregan que por escases de numerario, se abrirá una suscripción voluntaria para recibir erogaciones generosas de patriotismo. Sala Capitular de Buenos Ayres 22 de mayo de 1815. Francisco Escalada, Francisco Belgrano, Ignasio Correa, José Clemente Cueto, Mariano Vidal, Laureano Rufino, Diego Antonio Barrios, Juan de Alsina, Gaspar de Ugarte, Romualdo Segurola, Manuel Zamudio, Manuel Bustamente, Dr. Mariano Antonio Tagle, Sindico Procurador General. Dr. Felix Ignacio Frias, Secretario del Excmo. Ayuntamiento.»
En 1817 actuó como fiador, junto a Juan José de Sarratea, del préstamo que solicitó Vicente Anastasio Echevarría, para adquirir el armamento y el equipamiento con que la fragata corsaria La Argentina.daría la vuelta al mundo llevando la bandera argentina por primera vez.
Pese a su precaria salud, aún figuró en 1820 y 1821 entre los 50 ciudadanos entre los cuales debía elegirse los miembros de la Junta Protectora de la Libertad de Imprenta.
Falleció en 1824. Llevó su nombre la actual calle Paraguay.